# Pletna

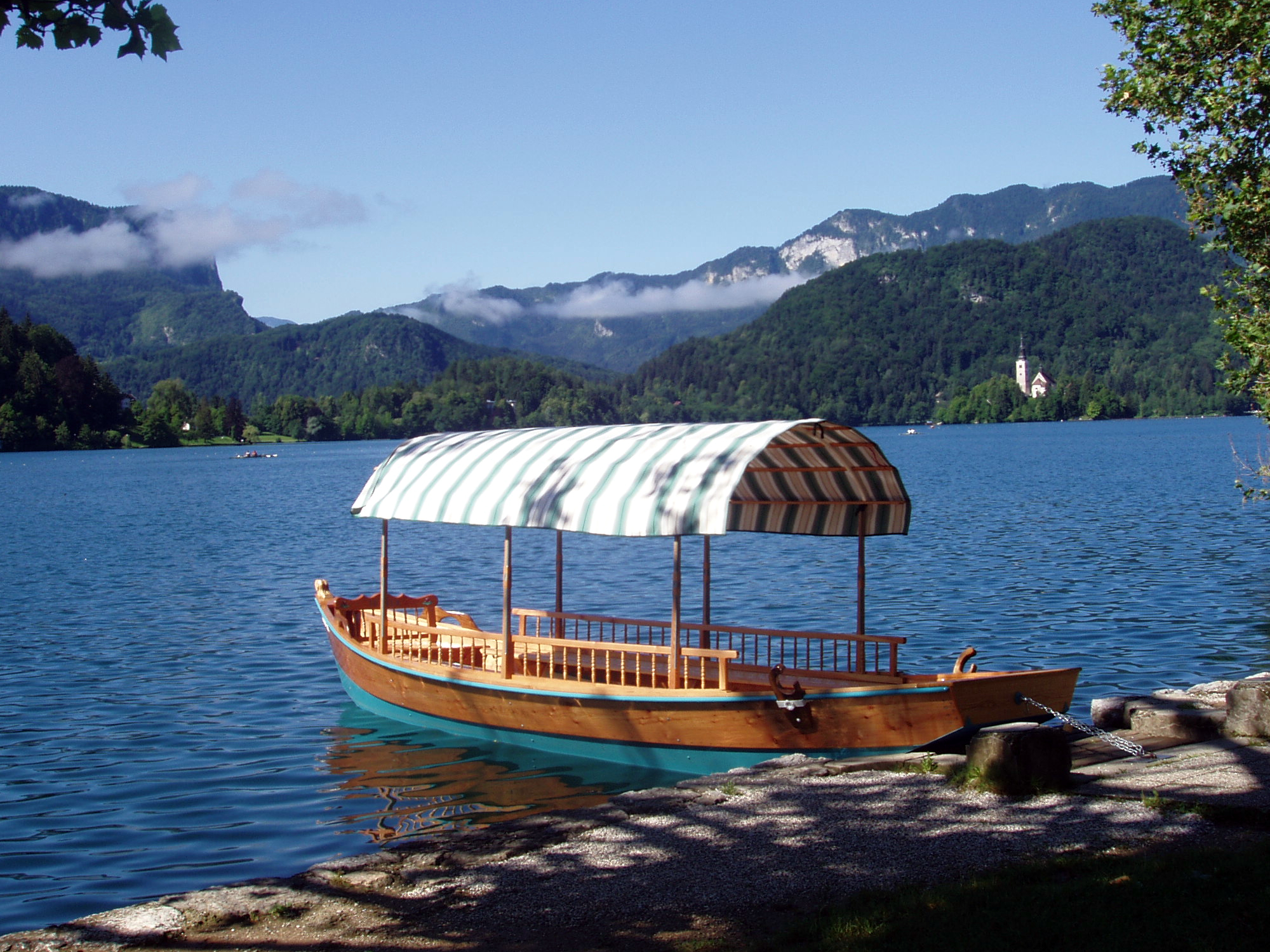
Pletna

Een Pletna is een boot, een soort gondel, met een dakje. De boot is 7 meter lang en ongeveer 2 meter breed. De bootjes varen onder andere op het meer van Bled bij Bled in het noordwesten van Slovenië. Vroeger vervoerden de Pletna's pelgrims naar het kerkje op het eilandje in het meer. Tegenwoordig voornamelijk toeristen.